# Pfarrkirche Vorderthiersee

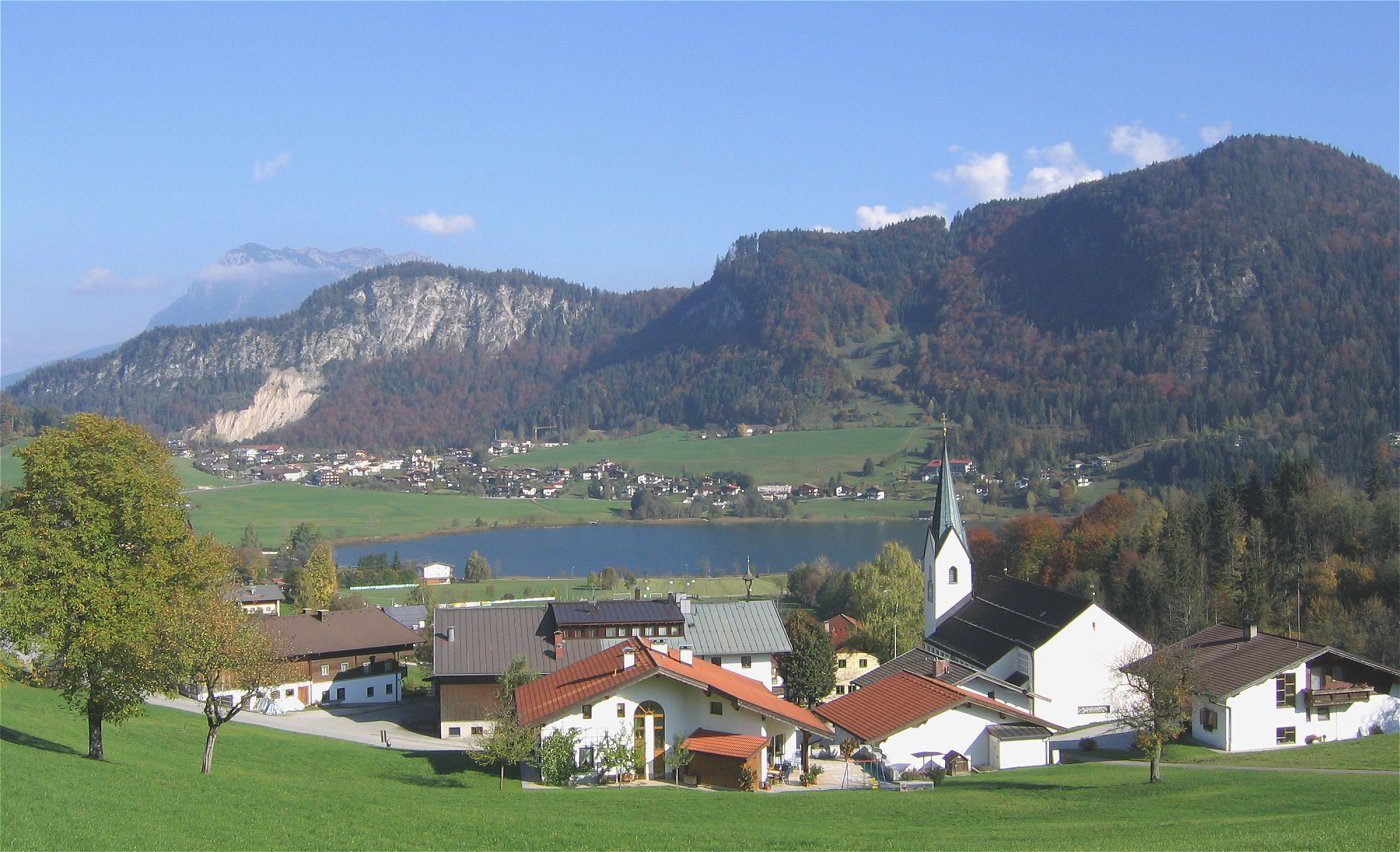
Vorderthiersee mit der Kath. Pfarrkirche hl. Margaretha

Die römisch-katholische Pfarrkirche Vordertherisee steht in der Ortschaft Vorderthiersee in der Gemeinde Thiersee im Bezirk Kufstein in Tirol. Sie ist der heiligen Margareta geweiht und gehört zum Dekanat Kufstein in der Erzdiözese Salzburg. Das Bauwerk steht unter Denkmalschutz (Listeneintrag).

## Lagebeschreibung

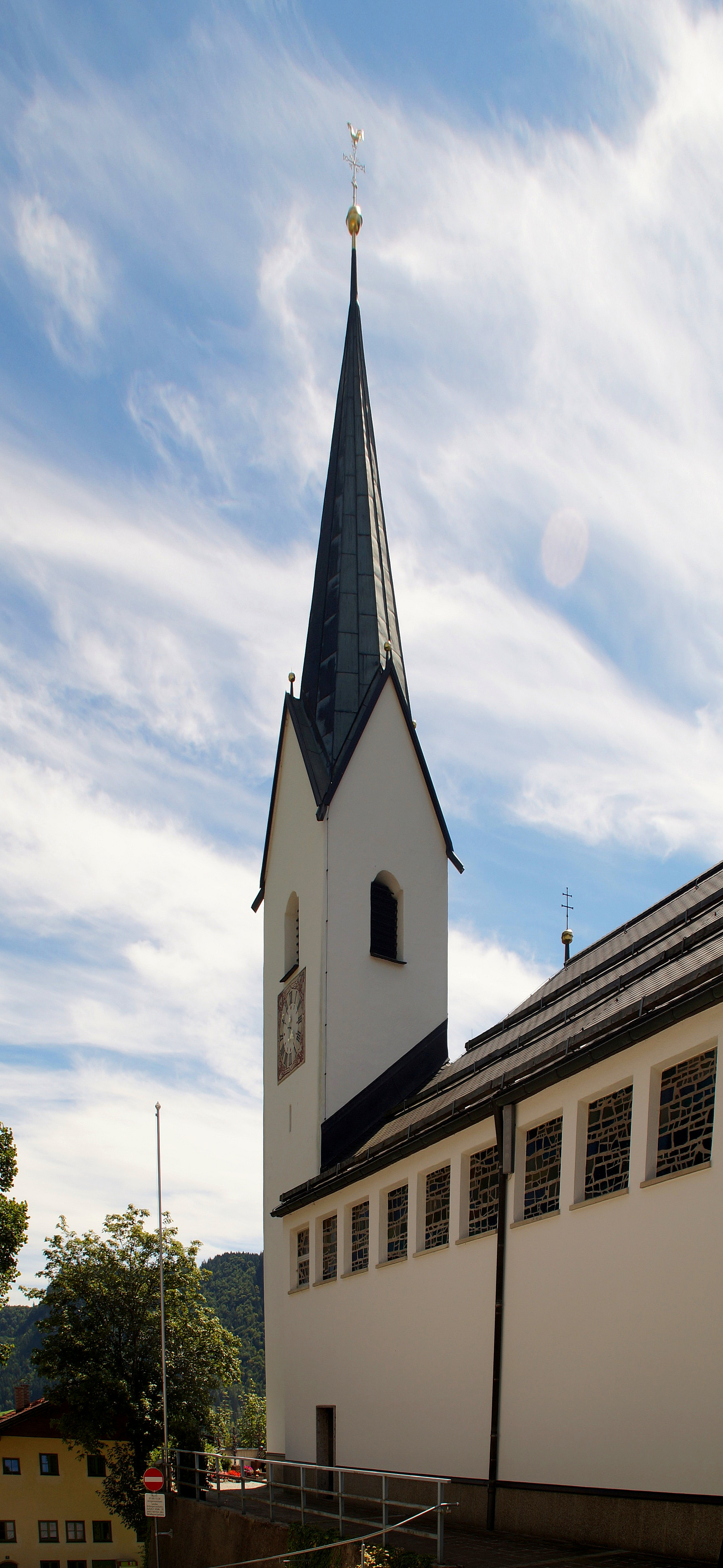
Kath. Pfarrkirche hl. Margaretha in Vorderthiersee

Die Pfarrkirche steht am Hang oberhalb des Thiersees in der Ortschaft Vorderthiersee.

## Geschichte
1315 wird erstmals urkundlich eine Kirche genannt. Ein Umbau der Kirche erfolgte in den Jahren 1686 und nach einem Brand im Jahr 1703. 1891 wurde die Pfarre gegründet. Die heutige Kirche wurde im Jahr 1967 nach Plänen von Franz Windhager unter Beibehaltung der barocken Rundapsis und des gotischen Kirchturms erbaut.

## Kirchenbau
Kirchenäußeres
Der Kirchturm hat rundbogige Schallfenster und einen Spitzgiebelhelm. Die Chorfenster stammen von Albert Birkle aus dem Jahr 1968.

## Ausstattung

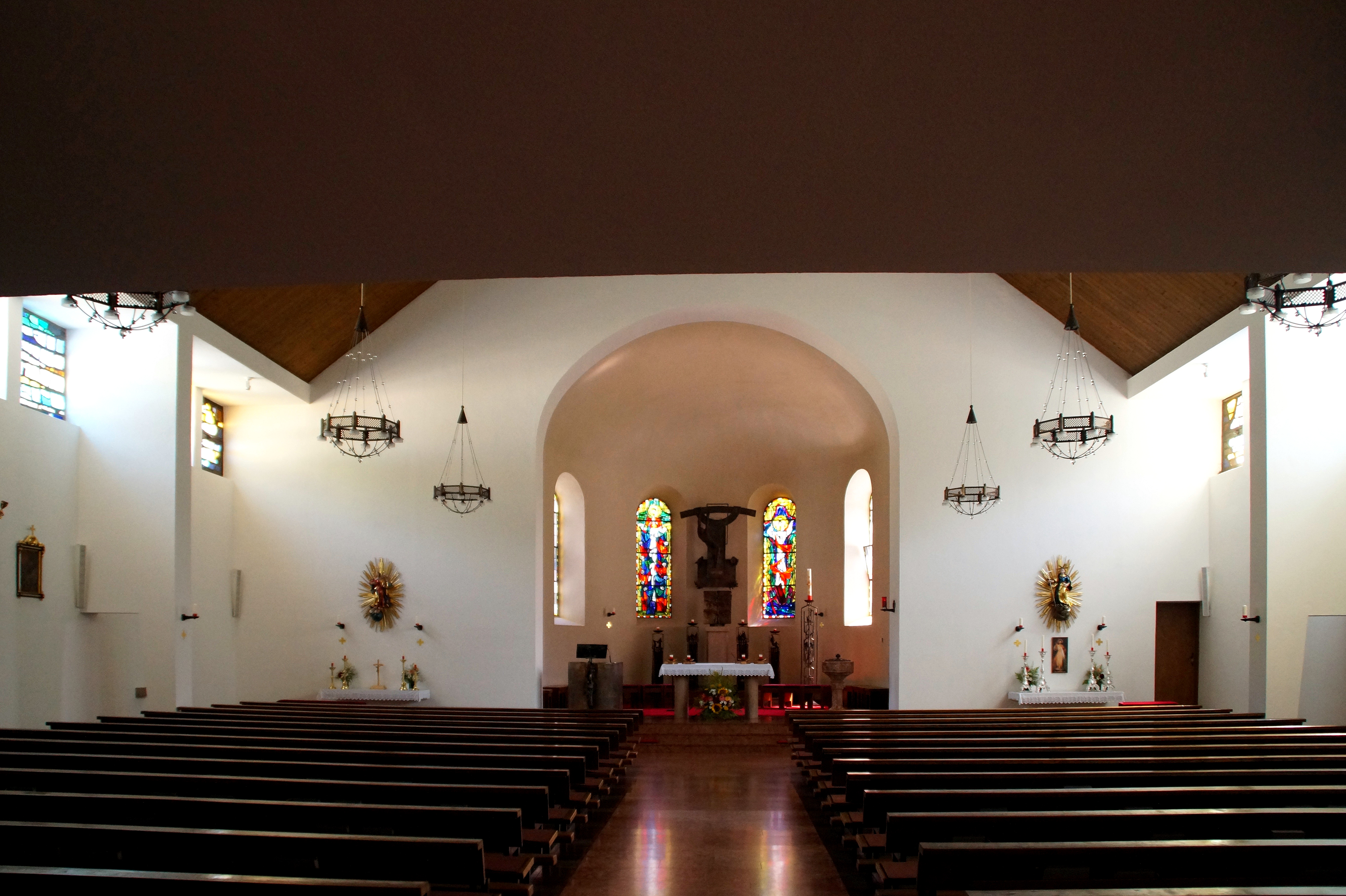
Altarraum der Kath. Pfarrkirche hl. Margaretha in Vorderthiersee

Das Sakramentshaus, das Lesepult und die Türbeschläge sind aus Bronze. Die barocken Konsolstatuen stellen Maria Immaculata – aus der ersten Hälfte des 18. Jahrhunderts, sowie die Heiligen Petrus, Johannes Ev., Joachim, Georg, Florian, Philippus, Josef und Andreas – vom Ende des 18. Jahrhunderts – dar. Das Ölbild der heiligen Margareta malte Michael Werner im Jahr 1860.